# Red Dragon (sonde spatiale)
Pour les articles homonymes, voir Dragon rouge.

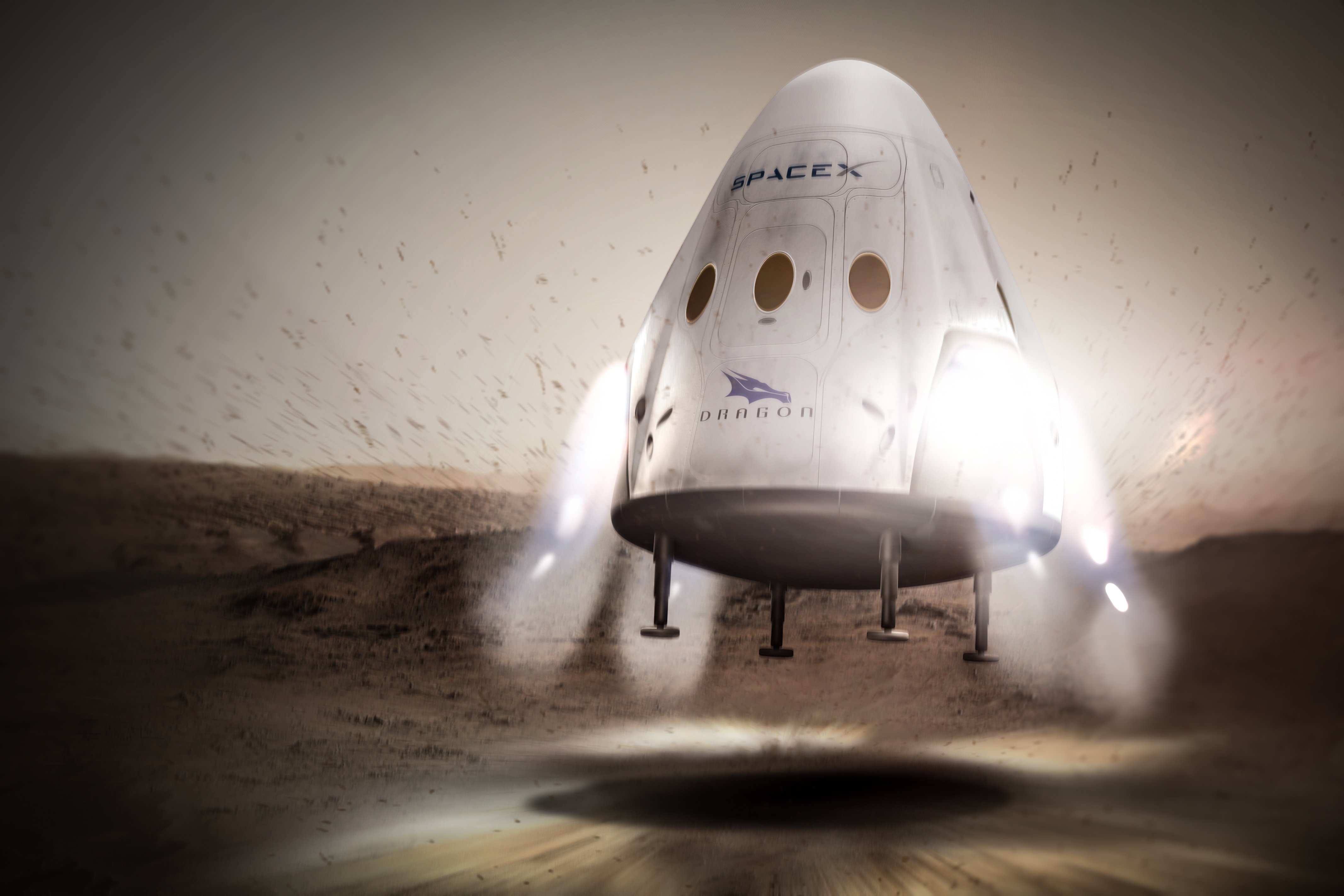
Vue d'artiste d'un atterrisseur Dragon.

Red Dragon (« dragon rouge ») était une proposition d'atterrisseur martien dérivé du cargo spatial SpaceX Dragon,. Le projet reposait sur l'utilisation d'un système de propulsion fonctionnant à vitesse hypersonique qui en 2012 n'avait jamais été testé en situation réelle. Une mission utilisant Red Dragon et capable selon ses concepteurs de transporter une certaine quantité d'équipement scientifique sur le sol martien avait été proposée dans le cadre du programme Discovery en réponse à l'appel d'offres pour la douzième mission mais n'avait pas franchi le cap des présélections,.
Red Dragon fut finalement abandonné pour privilégier le développement du lanceur géant Super Heavy/Starship.